# Kris Bric
Kris Bric, slovenski nogometaš, * 3. februar 1989, Šempeter pri Gorici.